# Brooklyn (Connecticut)
Brooklyn – miasto w Stanach Zjednoczonych, w stanie Connecticut, w hrabstwie Windham.